# AMD K12
La microarquitectura K12 és la primera arquitectura customitzable d'AMD basada amb el conjunt d'instruccions ARMv8-A, igual que la seva predecessora, la sèrie A1100 (també coneguda amb el sobrenom de “Seattle”), que també estava basada amb aquest conjunt d'instruccions i utilitzava cores ARM Cortex-A57.
La idea seria que constessin d'una arquitectura de 14nm, tot i que això està per determinar. Aquesta microarquitectura se centrarà en àmbits que requereixen altes velocitats i alt rendiment en termes de potència, com ara servidors i sistemes embedded.

Actualment està en desenvolupament, i està previst que surti al llarg del 2017, un cop ja hagi sortit l'arquitectura AMD Zen.